# ECos
eCos — операционная система реального времени. Характеризуется высокой портируемостью (поддерживается широкий спектр 16-, 32- и 64-битных архитектур) и малым потреблением оперативной памяти.